# Elena Lunda
Elena Lunda (* 21. Februar 1901 in Palermo, Sizilien, Italien; † 9. Dezember 1941 in Rom) war eine in Italien und Deutschland aktive, italienische Stummfilmschauspielerin.

## Leben und Wirken
Die Sizilianerin wurde 17-jährig für den Film entdeckt und gegen Ende des Ersten Weltkriegs vor die Kamera geholt. In den folgenden vier Jahren arbeitete Elena Lunda mit den führenden Regisseuren ihrer Zeit zusammen, darunter Mario Caserini, Amleto Palermi und Gaston Ravel, ohne jedoch allzu große Spuren zu hinterlassen.
1923 folgten sie und ihr Landsmann, der Regisseur Gennaro Righelli, für ein Filmangebot (“Bohème”) nach Deutschland, und Lunda erhielt fortan in Berlin und München mittelgroße Rollen in minder wichtigen Filmproduktionen, die von mäßig talentierten Regisseuren wie Géza von Bolváry, Alfred Halm, Georg Jacoby und Erich Schönfelder inszeniert wurden. Sie spielte in den 1920er Jahren an der Seite von damals populären italienischen Leinwandstars wie Carmen Boni, Maria Jacobini und Bartolomeo Pagano. Bereits nach drei Jahren kehrte Elena Lunda nach Rom zurück und setzte dort ihre Filmarbeit fort. Ihre Karriere kam jedoch bereits 1928 zum Erliegen: der Übergang vom Stumm- zum Tonfilm gelang Lunda nicht.

## Filmografie
- 1918: Passa il dramma a Lilliput
- 1919: Il romanzo di una bespa
- 1919: La casa in rovina
- 1920: Musica profana
- 1920: Finalmente mio…!
- 1920: La sfinge
- 1920: Ninnola
- 1921: Un bacio dato
- 1921: Don Carlos
- 1922: La seconda moglie
- 1922: Fatale bellezza
- 1923: Bohème
- 1923: Aniello a fede
- 1923: Vicenzella
- 1924: Il riscatto
- 1924: Der Rächer von Davos
- 1925: Die Aßmanns
- 1925: Frauen, die man oft nicht grüßt
- 1925: Der Liebeskäfig
- 1925: Frauen, die nicht lieben dürfen
- 1925: Der Mann auf dem Kometen
- 1926: Der Ritt in die Sonne
- 1926: Maciste, der Held der Berge (Il gigante delle Dolomiti)
- 1927: I martiri d’Italia
- 1928: Die Verbannten (Gli ultimi zar)
- 1928: La compagnia die matti